# Nationalisme bodo
Le nationalisme bodo est une idéologie qui soutient l'autodétermination du peuple bodo. Le peuple bodo est de plus en plus victime d'agressions présumées de la part de groupes fanatiques musulmans et de nationalistes assamais dans l'État indien de l'Assam, en particulier dans la région territoriale autonome du Bodoland (BTR), où il a été réduit à une minorité au fil des décennies,. De nombreux nationalistes bodos soutiennent l'idée de la création d'un territoire bodo sous la forme du Bodoland en tant qu'État séparé au sein de la république de l'Inde, conformément au cadre de la Constitution indienne.